# Eye on It
Eye on It è il sesto album discografico in studio del cantante christian rap statunitense TobyMac, pubblicato nel 2012.

## Tracce
1. Me Without You – 3:35 (Toby McKeehan, David Garcia, Christopher Stevens)
2. Steal My Show – 3:32 (McKeehan, Stevens, Brandon Heath)
3. Eye on It (featuring Britt Nicole) – 3:09 (McKeehan, Stevens, Mike Woods)
4. Forgiveness (featuring Lecrae & Nirva Ready) – 4:16 (McKeehan, Garcia, Lecrae Moore)
5. Speak Life – 3:26 (McKeehan, Jamie Moore, Ryan Stevenson)
6. Unstoppable (featuring Blanca Reyes dei Group 1 Crew) – 3:48 (McKeehan, Garcia, Stevens)
7. Lose Myself – 4:14 (McKeehan, Garcia, Stevens)
8. Family – 3:42 (McKeehan, Cary Barlowe, J. Moore)
9. Thankful for You (featuring Byron "Mr. Talkbox" Chambers) – 4:04 (McKeehan, Garcia, Stevens)
10. Made for Me – 3:42 (McKeehan, Stevens)
11. Mac Daddy (Tru's Reality) – 2:41 (McKeehan, Jesse Frasure)
12. Favorite Song (featuring Jamie Grace) – 3:55 (McKeehan, Garcia, Stevens, Ryan Edgar)

## Premi
- Grammy Awards 2013 - "Best Contemporary Music Album"

## Classifiche
| Classifica (2012)                 | Posizione raggiunta |
| --------------------------------- | ------------------- |
| Canada                            | 15                  |
| US Billboard 200                  | 1                   |
| US Billboard Top Christian Albums | 1                   |
| US Billboard Top Digital Albums   | 1                   |